# Боб на Зимским олимпијским играма 2010.
Такмичење у бобу на Зимским олимпијским играма 2010. у Ванкуверу одржано је у Клизачком Вислер центру између 20. и 27. фебруара 2010.

## Дисциплине
На играма у Ванкуверу 2010. такмичење у бобу одражано је у три дисциплине у бобу, две мушке и једна женска.
| Мушкарци   | Жене   |
| ---------- | ------ |
| Двосед     | Двосед |
| Четворосед |        |

## Распоред такмичења
| Датум                    | Старт | Финиш | Дисциплина       | Фаза       |
| ------------------------ | ----- | ----- | ---------------- | ---------- |
| Субота 20. фебруар 2010. | 17:00 | 19:40 | Мушки двосед     | Трка 1 и 2 |
| Недеља 21. фебруар 2010. | 13:30 | 15:50 | Мушки двосед     | Трка 3 и 4 |
| Уторак 23. фебруар 2010. | 17:00 | 19:00 | Женски двосед    | Трка 1 и 2 |
| Среда 24. фебруар 2010.  | 17:00 | 19:00 | Женски двосед    | Трка 3 и 4 |
| Петак 26. фебруар 2010.  | 13:00 | 15:45 | Мушки четворосед | Трка 1 и 2 |
| Субота 27. фебруар 2010. | 13:00 | 15:25 | Мушки четворосед | Трка 3 и 4 |

| Земља                | Мушки двосед | Мушки четворосед | Женски двосед |
| -------------------- | ------------ | ---------------- | ------------- |
| Аустралија1          | 2            | 12               | 1             |
| Аустрија             | 2            | 1                | 0             |
| Белгија              | 0            | 0                | 1             |
| Канада               | 2            | 2                | 2             |
| Хрватска             | 0            | 1                | 0             |
| Чешка                | 1            | 2                | 0             |
| Немачка              | 3            | 3                | 3             |
| Уједињено Краљевство | 1            | 1                | 2             |
| Ирска                | 0            | 0                | 1             |
| Италија              | 2            | 1                | 1             |
| Јапан                | 1            | 1                | 1             |
| Летонија             | 1            | 2                | 0             |
| Лихтенштајн          | 1            | 1                | 0             |
| Монако               | 1            | 0                | 0             |
| Холандија            | 1            | 1                | 1             |
| Пољска               | 1            | 1                | 0             |
| Румунија             | 1            | 1                | 1             |
| Русија               | 2            | 3                | 2             |
| Србија               | 0            | 1                | 0             |
| Јужна Кореја         | 0            | 1                | 0             |
| Словачка             | 1            | 1                | 0             |
| Швајцарска           | 1            | 2                | 2             |
| САД                  | 3            | 3                | 3             |
| Укупно: 24 НОК-а     | 27           | 30               | 21            |

1Следећи апел Арбитражном суду за спорт, Аустралији је додељено додатно место у женском двоседу. Аустралијски апел је био заснован на основи да Океанија није имала представника у тој дисциплини. "Australian pair bob up to sleigh their detractors". 11 February 2010 Sydney Morning Herald.
2Аустрија је одбила друго место у мушком четвороседу. Аустралија је узела то место уместо њих.

## Освајачи медаља по дисциплинама
| Дисциплина              |                                                                                   |                                                                         |                                                                  |
| Мушки двосед детаљи     | Андре Ланге · Кевин Куске · Немачка                                               | Томас Флоршуц · Richard Adjei · Немачка                                 | Александр Зубков · Алексеј Војевода · Русија                     |
| Мушки четворосед детаљи | Стивен Холкомб · Стив Меслер · Кертис Томасевич · Џастин Олсен · Сједињене Државе | Андре Ланге · Кевин Куске · Александер Рудигер · Мартин Путце · Немачка | Линдон Раш · Дејвид Бизет · Ласел Браун · Крис ле Бијан · Канада |
| Женски двосед детаљи    | Кајли Хамфри · Хитер Мојзи · Канада                                               | Хелен Упертон · Шелеј-Ен Браун · Канада                                 | Ерин Пак · Елана Мејерс · Сједињене Државе                       |

## Биланс медаља
| Позиција   | Држава                    | Злато | Сребро | Бронза | Укупно |
| ---------- | ------------------------- | ----- | ------ | ------ | ------ |
| 1          | Немачка                   | 1     | 2      | 0      | 3      |
| 2          | Канада                    | 1     | 1      | 1      | 3      |
| 3          | Сједињене Америчке Државе | 1     | 0      | 1      | 2      |
| 4          | Русија                    | 0     | 0      | 1      | 1      |
| Укупно (4) | Укупно (4)                | 3     | 3      | 3      | 9      |